# AKTIP
AKTIP (англ. AKT interacting protein) – білок, який кодується однойменним геном, розташованим у людей на короткому плечі 16-ї хромосоми. Довжина поліпептидного ланцюга білка становить 292 амінокислот, а молекулярна маса — 33 128.
| 10         |  | 20         |  | 30         |  | 40         |  | 50         |
| ---------- |  | ---------- |  | ---------- |  | ---------- |  | ---------- |
| MNPFWSMSTS |  | SVRKRSEGEE |  | KTLTGDVKTS |  | PPRTAPKKQL |  | PSIPKNALPI |
| TKPTSPAPAA |  | QSTNGTHASY |  | GPFYLEYSLL |  | AEFTLVVKQK |  | LPGVYVQPSY |
| RSALMWFGVI |  | FIRHGLYQDG |  | VFKFTVYIPD |  | NYPDGDCPRL |  | VFDIPVFHPL |
| VDPTSGELDV |  | KRAFAKWRRN |  | HNHIWQVLMY |  | ARRVFYKIDT |  | ASPLNPEAAV |
| LYEKDIQLFK |  | SKVVDSVKVC |  | TARLFDQPKI |  | EDPYAISFSP |  | WNPSVHDEAR |
| EKMLTQKKPE |  | EQHNKSVHVA |  | GLSWVKPGSV |  | QPFSKEEKTV |  | AT         |

A: Аланін

C: Цистеїн

D: Аспарагінова кислота

E: Глутамінова кислота

F: Фенілаланін

G: Гліцин

H: Гістидин

I: Ізолейцин

K: Лізин

L: Лейцин

M: Метіонін

N: Аспарагін

P: Пролін

Q: Глутамін

R: Аргінін

S: Серин

T: Треонін

V: Валін

W: Триптофан

Кодований геном білок за функцією належить до фосфопротеїнів. 
Задіяний у таких біологічних процесах, як апоптоз, транспорт, транспорт білків, альтернативний сплайсинг. 
Локалізований у клітинній мембрані, цитоплазмі, мембрані.